# لیلی مارلین
«لیلی مارلین» (به انگلیسی: Lili Marleen) یک ترانهٔ عاشقانهٔ آلمانی است که در سال‌های جنگ جهانی دوم هم میان نیروهای متحدین و هم متفقین بسیار محبوب بود. شعر این ترانه در سال ۱۹۱۵ سروده شده و در سال ۱۹۳۷ منتشر شده‌است. این قطعه را اولین بار لاله آندرسن در سال ۱۹۳۹ با نام اصلی «دختری زیر فانوس دریایی» (به آلمانی: Das Mädchen unter der Laterne) اجرا کرد و از آن زمان بارها توسط خوانندگان مختلف کاور شده‌است. در سال ۲۰۰۵ بیر فمیلی رکوردز مجموعه‌ای با نام Lili Marleen an allen شامل ۷ سی‌دی به همراه یک کتابچهٔ ۱۸۰ صفحه‌ای منتشر کرد که دربردارندهٔ حدود ۲۰۰ اجرای مختلف از «لیلی مارلین» است.

## شعر و موسیقی

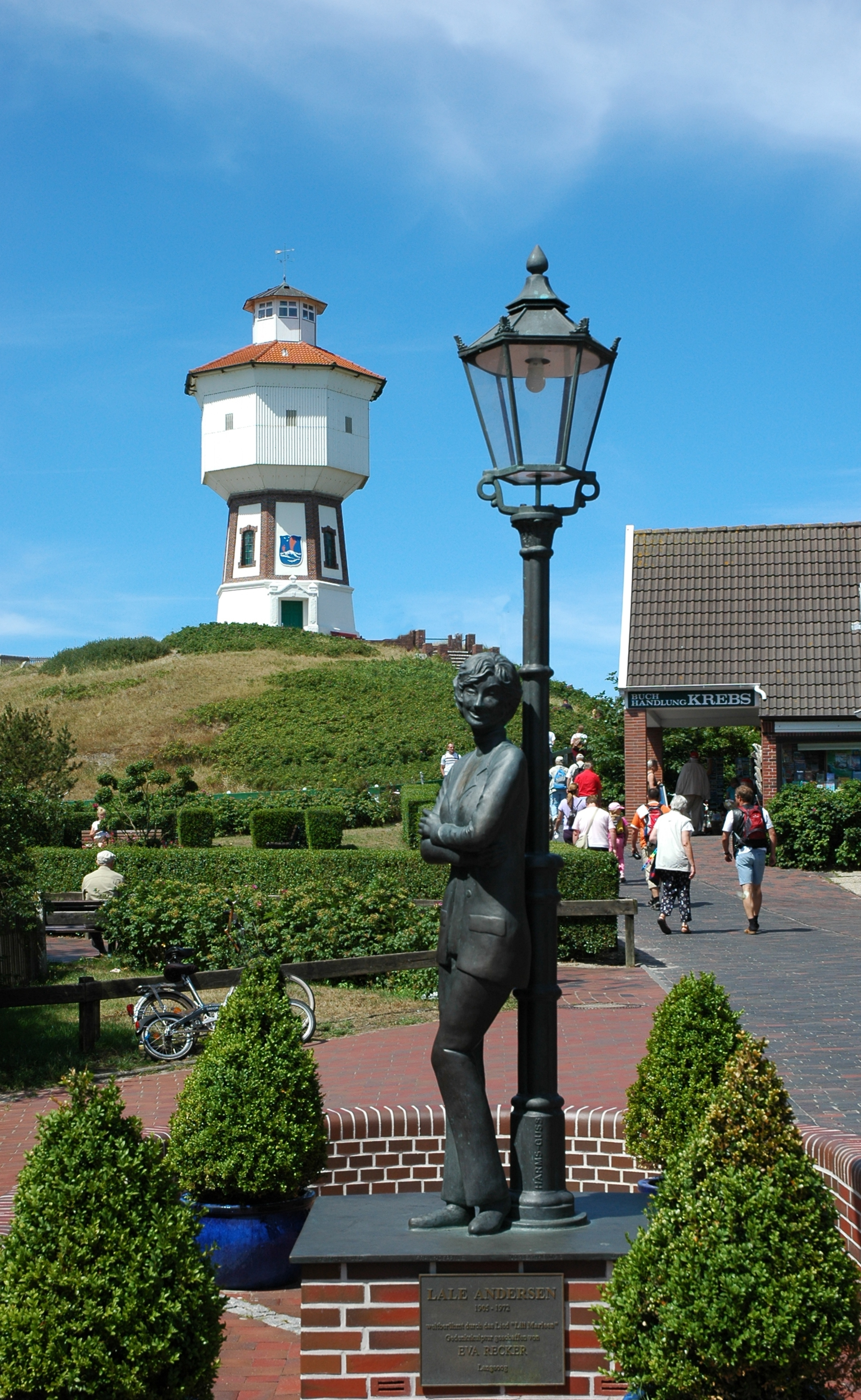
مجسمهٔ یادبود آندرسن و «لیلی مارلین» در جزیرهٔ لانگه‌اگ، آلمان

متن ترانه در سال ۱۹۱۵ توسط هانس لیپ (۱۹۹۳–۱۸۹۳) سروده شده‌است. او یک معلم مدرسه و از اهالی هامبورگ بود که در ارتش امپراتوری آلمان خدمت می‌کرد. گفته شده که لیپ نام شخصیت شعر را با ترکیب نام مستعار دوست دختر دوستش «لیلی» و نام دوست دیگری به نام «مارلین» که یک پرستار بود، آفرید. این شعر در سال ۱۹۳۷ با عنوان «آهنگ یک سرباز جوان در حال کشیک» (به آلمانی: Das Lied eines jungen Soldaten auf der Wacht) با چند مصرع اضافی منتشر شد.
موسیقی قطعهٔ «لیلی مارلین» را نوربرت شولتز در سال ۱۹۳۸ نوشت و اولین بار در سال ۱۹۳۹ با آواز لاله آندرسن ضبط شد. در اوایل سال ۱۹۴۲ آندرسن این ترانه را به زبان انگلیسی ضبط کرد. برگردان شعر از آلمانی به انگلیسی را نورمن بیلی-استیوارت انجام داد. استیوارت یک افسر ارتش انگلیس بود که برای دستگاه پروپاگاندای آلمانی‌ها کار می‌کرد.

## نسخهٔ مارلنه دیتریش
در سال ۱۹۴۴ و در راستای پروژه‌ای تبلیغاتی که دفتر خدمات استراتژیک ایالات متحده به‌منظور تضعیف روحیهٔ سربازان آلمانی طراحی کرده بود، مارلنه دیتریش تعدادی ترانهٔ آلمانی‌زبان را اجرا و ضبط کرد. «لیلی مارلین» یکی از آن‌ها بود. این اجرا با استقبال گسترده‌ای مواجه شد، به‌خصوص در رادیوی آلمانی‌زبان دفتر خدمات استراتژیک که بعد از مدتی تبدیل به تم اصلی آن ایستگاه رادیویی هم شد. ترانه بعد از بازخورد مناسبی که از سربازان مستقر در اروپا دریافت کرد، با تغییر کلمهٔ «Marleen» به «Marlene» (نام کوچک دیتریش) و همراهی آکاردئون چارلز مگنیت دوباره ضبط شد و در سال ۱۹۴۵ توسط دکا رکوردز در قالب تک‌آهنگ منتشر شد.